# Music to Watch Boys To
"Music to Watch Boys To" (Nghe nhạc ngắm trai) là một ca khúc từ album phòng thu Honeymoon (2015) bởi ca sĩ Mỹ Lana Del Rey. Ca khúc được viết bởi Del Rey và Rick Nowels. Nó được phát hành là đĩa đơn thứ hai từ album Honeymoon vào 11 tháng 9 năm 2015.
"Music to Watch Boys To" nhận được đánh giá tốt từ giới phê bình, với nhiều lời khen cho phong cách sản xuất siêu thực (surrealist) mặc dù một số chê nhịp điệu ca khúc hơi chậm. Metacritic xếp ca khúc này vào top hay nhất album Honeymoon.

## Bảng xếp hạng
| Bảng xếp hạng (2015)                    | Lên đỉnh |
| --------------------------------------- | -------- |
| Pháp (SNEP)                             | 117      |
| Thuỵ Điển Tìm Nhiệt (Sverigetopplistan) | 17       |
| Anh Quốc (OCC)                          | 186      |